# Louis Festeau
Louis Festeau (París, 26 de gener de 1793 - idem. 11 de febrer de 1869), fou un poeta i compositor francès.
Principalment es dedicà a escriure cançons i coples de caràcter polític, en les que enaltia els sentiments republicans: era el que les francesos anomenen un chansonnier; a més, componia la música de les seves produccions, però en aquest concepte fou un mediocre artista.
Publicà cinc col·leccions dels seus treballs, titulades, respectivament: Les Ephéméres (1834);  Chansons et musique (1839); Les Egrillardes (1842); Chançons nouvelles (1848) i Les Roturières (1859).